# 鏡 (唐津市)
鏡（かがみ）は、佐賀県唐津市の地名である。
なお、唐津市内で単に『鏡』と言えば次の3つのうちいずれかを指すが、本項では1を指し、同地域に所在した東松浦郡鏡村（かがみむら）についても述べる。
1. 唐津市立鏡中学校及び唐津市立鏡山小学校の校区にあたる地域（旧鏡村域）
  - 鏡、鏡新開、原、宇木、半田、松南町の各大字及び町
2. 現在の唐津市で行政区名として『鏡』が用いられる地域（唐津市鏡）
3. 昭和自動車鏡山下バス停周辺から唐津大橋に至るまでの区間の国道202号唐津バイパス周辺
  - 新東唐津駅土地区画整理事業の事業地内もこれに含まれる

## 概要
1954年（昭和29年）、東松浦郡鏡村が唐津市に編入されたことにより唐津市の地名となる。松浦川の東側に位置する。唐津市の都市機能を補完する役割を担っており、北部の国道202号唐津バイパス周辺では郊外型店舗が多数出店している。また北端部にある東唐津駅周辺では土地区画整理事業が行われるなど近年都市化が著しい。
大部分が低地で、稲作が盛んである。

## 歴史
古くは松浦郡の郡衙があったとされる。江戸時代に初代唐津藩主寺沢広高による松浦川の治水事業で新田開発が行われた。1889年（明治22年）に町村制の施行で鏡村となる。1948年（昭和23年）に久里村の大字原及び大字柏崎が鏡村に編入。1954年（昭和29年）には昭和の大合併により鏡村は鬼塚村・久里村・湊村と同じく唐津市に編入され、この地域は唐津市となった。
1983年（昭和58年）、筑肥線電化に伴い鏡駅が廃止され、同時に東唐津にあった東唐津駅が鏡に移転（現在の松南町）。同時に新東唐津駅土地区画整理事業が開始。

## 人口推移
唐津市の統計による（住民基本台帳人口と外国人登録人口を足したもの）。
- 1990年4月 - 9,186人
- 1995年4月 - 9,958人
- 2000年4月 - 10,493人
- 2005年4月 - 10,873人
- 2010年4月 - 11,645人

## 観光地
- 鏡山
- 虹の松原
- 恵日寺
- 鏡神社
- 古代の森会館
- 松浦河畔公園（原）

## 関連文献
- 『鏡村史』郷土研究会、1926年。NDLJP:1020292。